# Tilak Ram Tharu
Tilak Ram Tharu (Nepali तिलकराम थारु; * 10. April 1993 im Distrikt Chitwan in Nepal) ist ein nepalesischer Leichtathlet.
Er vertrat sein Land bei den Olympischen Jugendspielen in Singapur 2010, den Weltmeisterschaften 2011 in Daegu und bei den Olympischen Spielen in London 2012 jeweils im 100-Meter-Lauf. Er kam dabei nie über die Vorläufe hinaus, konnte jedoch in London mit 10,85 Sekunden erstmals eine Zeit unter 11 Sekunden laufen.